# Spilogona semifasciata
Spilogona semifasciata este o specie de muște din genul Spilogona, familia Muscidae, descrisă de Fritz Isidore van Emden în anul 1951.
Este endemică în Uganda. Conform Catalogue of Life specia Spilogona semifasciata nu are subspecii cunoscute.